# Klan urwisów
Klan urwisów (ang. The Little Rascals) – amerykańska komedia familijna. Fabuła nawiązuje do przedwojennego cyklu filmów krótkometrażowych Our Gang (w Polsce znanego pt. Klan urwisów).

## Obsada
- Daryl Hannah – panna Crabtree
- Bug Hall – Alfalfa
- Lea Thompson – pani Roberts
- Blake McIver Ewing – Waldo
- Donald Trump – tata Walda
- Travis Tedford – Spanky
- Brittany Ashton Holmes – Darla
- Ashley Olsen – Bliźniaczka #1
- Kevin Jamal Woods – Stymie
- Mary-Kate Olsen – Bliźniaczka #2
- Ross Bagley – Buckwheat
- Jordan Warkol – Froggy
- Zachary Mabry – Porky
- Blake Jeremy Collins – Woim
- Sam Saletta – Butch
- Charles Noland – Amisz
- Miles Marsico – Rascal
- Gary Johnson – Race Official
- Reba McEntire – AJ Ferguson
- Courtland Mead – Uh-Huh
- Roberto Hermandez – Łobuziak
- Mel Brooks – Pan Welling
- David Iden – Łobuziak
- Kris Krause – Łobuziak
- Vincent Berry – Rascal
- Raven – dziewczyna Stymie'go
- Kyle Lewis – Łobuziak
- Eric Edwards – Ojciec Spankiego
- Andy Reassynder – Łobuziak
- Joseph Ashton – Rascal
- Marcello Sanna-Pickett – Łobuziak
- Sean Wargo – Łobuziak
- Kenny Yee – Łobuziak
- Juliette Brewer – Mary Ann
- Heather Karasek – Jane
- George Wendt – Lumberyard Clerk
- Dan Carton – Tata Alfalfy
- John Ashker – Spiker wyścigu
- John Wesley – Amisz
- Alexandra Monroe King – Przyjaciółka Darli
- Zoe Oakes – Przyjaciółka Darli
- Michael Matzdorff – Spiker wyścigu
- Elizabeth Daily – Froggy (głos)
- Whoopi Goldberg – Buckwheat's Mom

## Wersja polska
Wersja polska: Studio Opracowań Filmów w Warszawie

Reżyseria: Jerzy Kramarczyk

Dialogi: Maria Etienne

Dźwięk: Jerzy Januszewski

Montaż: Gabriela Turant-Wiśniewska

Kierownictwo produkcji: Andrzej Oleksiak

Obsada wersji polskiej:
- Norbert Jonak

i inni

## Ekipa
- reżyseria: Penelope Spheeris
- scenariusz: Stephen Mazur, Penelope Spheeris, Robert Wolterstorff, Paul Guay, Mike Scott
- zdjęcia: Richard Bowen
- muzyka: William Ross
- scenografia: Larry Fulton
- producent: Mike King, Bill Oakes
- producent wykonawczy: Roger King, Gerald R. Molen, Deborah Jelin Newmyer
- montaż: Ross Albert
- kostiumy: Jami Burrows

## Fabuła
Film o grupie małych dzieciaków, które mają bardzo dużo pomysłów. Należą do Klubu Nienawidzących Kobiet, jednak jedna osoba się wyłamuje i podkochuje się w dziewczynie. Na czele klubu stoją Spanky i Alfalfa.

## Emisja w Polsce
- 14 grudnia 2003
- 2 kwietnia 2006
- 26 grudnia 2007
- 14 grudnia 2008
- 22 kwietnia 2011
- 26 grudnia 2011
- Trzech Króli 2014 (6 stycznia 2014)
- 1 maja 2014

## Nagrody
- 1995 wygrana Wiliama Rossa w BMI Film Music Award